# Custozzai csata (1866)
Ez a szócikk az 1866-os ütközetről szól. Az 1848-as (első) custozzai csatát lásd itt.
Az 1866. június 24-én lezajlott (második) custozzai csata az 1866-os porosz–osztrák–olasz háború (olasz történészek célzatos szóhasználatában a „harmadik olasz függetlenségi háború”) észak-itáliai frontjának legnagyobb ütközete volt, amelynek során a Osztrák Császárság Déli Hadserege (Südarmee), amelyet Albert (Albrecht) főherceg irányított, fontos győzelmet aratott a Veneto és Dél-Tirol megszerzésére törekvő Olasz Királyság hadserege fölött.
(18 évvel korábban, 1848. július 25-én ugyanitt folyt le az első custozzai csata, amelyben Radetzky tábornagy Déli Hadserege döntő vereséget mért a Lombardia elfoglalására törő Károly Albert szárd–piemonti király hadseregére és a vele szövetséges olasz nemzeti felkelőkre.)

## Előzmények
1859-ben a III. Napóleon francia császár és szövetségese, II. Viktor Emánuel szárd–piemonti király a szárd–francia–osztrák háború során több ütközetben (magentai csata, solferinói csata) legyőzte az Osztrák Császárság hadseregét. A háborút lezáró villafrancai fegyverszünet és az 1859. november 10-én megkötött zürichi békeszerződés értelmében Ausztria átengedte Viktor Emánuelnek Lombardiát, de megtarthatta az észak-itáliai Erődnégyszöget (a Quadrilaterót), Veneto tartományt és Velencét. Viktor Emánuel továbbra sem mondott le ezekről a területekről, sőt, terveiben osztrák koronatartományok (Isztria és Dél-Tirol) meghódítása is szerepelt.
Az Olasz Királyság 1861-es kikiáltása után Viktor Emánuel, már Olaszország királyaként szövetségeseket keresett terveinek megvalósításához. A Német Szövetség vezető szerepére törő, emiatt Ausztriával konfrontálódó Porosz Királyság támogatást kínált, ezzel Viktor Emánuel 1861–66 között igen jelentős létszámú haderőt állított ki és szerelt fel, amely kétszeres túlerőt képviselt az Észak-Itáliában állomásozó, Venetót védelmező osztrák császári Déli Hadsereggel (Südarmee) szemben.
1866 júniusában a Porosz Királyság hadat üzent az Osztrák Császárságnak, kitört porosz–osztrák–olasz háború. II. Viktor Emánuel király megragadta a kedvező alkalmat, hogy – Poroszország szövetségeseként – hátba támadja Ausztriát, felszámolja a Lombard–Velencei Királyság maradékát, Veneto tartományt, és elfoglalja Dél-Tirol tartományt (a Habsburg-ház törzsbirtokát, a család ősi szállásterületét), kiterjesztve az „olasz egységet” (azaz a Savoyai-ház központi hatalmát) az egész Appennini-félszigetre.

## A szemben álló erők
- Az osztrák Déli Hadsereg (Südarmee) parancsnoka, Albert főherceg tábornagy az alábbi csapategységek fölött rendelkezett:
  - Cs.-kir. V. hadtest, báró Gabriel von Rodich tábornok parancsnoksága alatt (Möring- és Piret-dandárok),
  - Cs.-kir. VII. hadtest, báró Joseph von Maroicic tábornok parancsnoksága alatt (Scudier-, Töply-, Welsersheim-dandárok),
  - Cs.-kir. IX. hadtest, lovag Ernst von Hartung tábornok parancsnoksága alatt (Böck-, Kirschberg-, Weckbecker-dandárok),
  - 1 tartalék hadosztály, 2 gyengített dandárból, parancsnoka Friedrich Rupprecht tábornok,
  - 1 lovashadosztály, parancsnoka báró Ludwig von Pulz tábornok.

- Az olasz királyi Mincio-hadsereg parancsnoka, Alfonso Ferrero La Marmora tábornok az alábbi csapategységeket irányíthatta:
  - Olasz I. hadtest, parancsnoka Giacomo Durando tábornok (1., 2., 3. és 5. hadosztályok),
  - Olasz III. hadtest (Della Rocca tábornok (7., 8., 9. és 16. hadosztályok és 1 lovashadosztály).
  - Az olasz II. hadtest (6., 10. és 19. hadosztályokkal) nem vett részt a csatában.[2]

## Haditervek
1866 május végére II. Viktor Emánuel király mintegy 120 000 főnyi támadó haderőt vont össze Lombardiában és Romagnában. Erőit két, nagyjából azonos erejű részre osztotta. Az első seregcsoportot maga a király személyesen irányította, aki Dél-Tirol és Trentino meghódítására indult. A másik seregcsoportot Alfonso Ferrero La Marmora és Enrico Cialdini tábornokok parancsnoksága alá helyezte. Marmora tábornok Lombardia felől, a Mincio határfolyón átkelve, Cialdini tábornok Romagna felől indult Veneto elözönlésére. A több irányú hadművelettel az olaszok helyi túlereje elenyészett, a Minció hídjain átvonuló seregtest az osztrákokkal nagyjából azonos erejű volt. Marmora tábornok, bízva erőfölényében, elhanyagolta a felderítést is.
Albert főherceg, tábornagyot 1866. május 5-én kinevezték az osztrák Déli Hadsereg (Südarmée) parancsnokává. Vezérkari főnöke Franz von John tábornok (1815–1876) volt. A osztrák Déli Hadsereg 75 000 főnyi hadoszlopa a főherceg parancsnoksága alatt az Erődnégyszög által védett Veronából kiindulva, nyugat felé indult. Albert főherceg haditerve szerint a Veneto felé vonuló olaszokat dél felől megkerüli, majd északnak fordulva bekeríti, ezzel Marmora és Cialdini egész seregcsoportját elszigetelheti és megsemmisítheti. Albert főherceg az egész határvidéket lovas járőrökkel figyeltette, így tájékozva volt az ellenség vonulásáról. A bekerítés terve ennek ellenére meghiúsult, a két ellenséges hadsereg június 24-én Veronától délnyugatra, egy Custoza nevű kis falu közelében idő előtt összetalálkozott. Az osztrákok jól védhető állásokat foglaltak a Monte Cricol domb lejtőin, és elállták az olaszok útját.

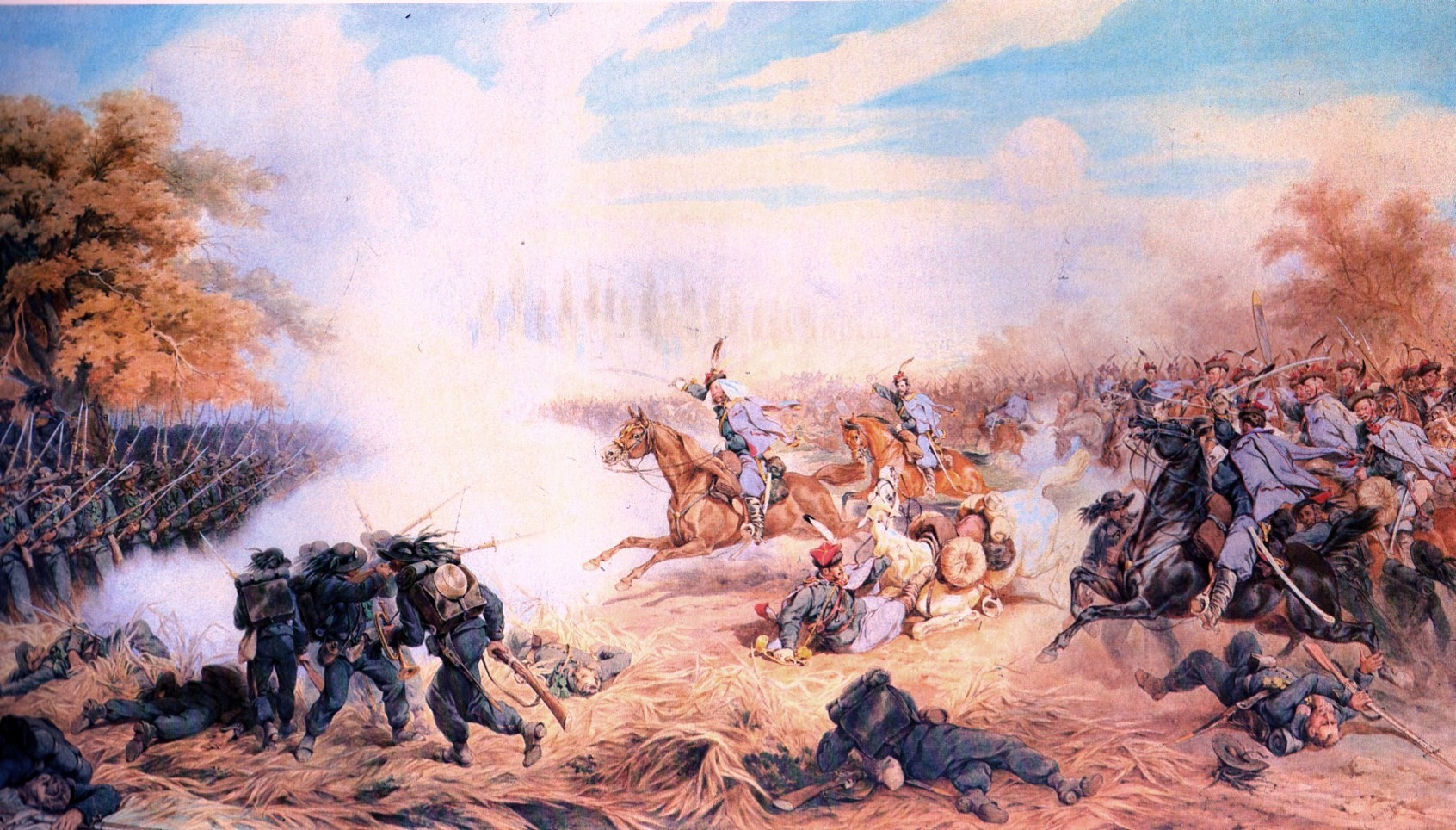
Rodakowski ezredes a 13. ulánus ezred élén lovasrohamot vezet a bersaglierik sorai ellen.
Juliusz Kossak (1824–1899) festménye, 1868.

## Az ütközet lefolyása
Az olaszok számára teljesen váratlan helyzetben zavaros és véres tömeges összecsapás bontakozott ki. Marmora tábornok meg volt győződve arról, hogy az osztrák főerő még távol van, ezért csapatainak egy részét tétlenül visszatartotta, miközben kisebb csapategységekkel próbált áttörni az előőrsnek hitt ellenségen. Az osztrákok huzagolt csövű tüzérségi lövegei felülmúlták az olaszok vontcsövű ágyúinak teljesítményét. Az osztrák ulánusok és a magyar lovasság váratlanul lecsapó, gyors rohamai szétzilálták az olaszok sorait, nagy veszteségeket okozva nekik. Véres közelharcot vívott egymással a fegyelmezett császári gyalogság és a franciák által kiképzett olasz bersaglieri (lövészek).
A hadi szerencse a császáriaknak kedvezett. A vezénylő olasz tábornokok nem tudták egybehangolni csapategységeik manővereit. Az első összecsapásokban elszenvedett (kisebb súlyú) kudarcok hatására az olaszok igen hamar meghátráltak, nem is kísérelték meg a sikerrel kecsegtető ellentámadást sem. Az osztrákok, nagyobb veszteségeik ellenére állták a sarat (az osztrákok közül 1000-1200-an, az olaszok közül „csak” 700-an estek el). A háború más csatáiban is hasonló okok vezettek az olaszok vereségéhez. (Az olaszok egyetlen harctéri győzelmét az egész 1866-os háború során Garibaldi aratta a Garda-tótól északnyugatra, a bezzecai csatában).
A custozzai csatát a Maximilian Ritter von Rodakowski ezredesnek és a 13. lengyel ulánus ezred 600 lovasának vakmerő rohama döntötte el, amely szörnyű saját veszteségek (400 elesett ulánus) árán áttörte Umbertó herceg és Bixio tábornok hadosztályának vonalát, és dezorganizálta az addig keményen helytálló bersaglieriket. (A csatában tanúsított vitézségéért Rodakowski július 18-án megkapta a Lipót-rend lovagkeresztjét a hadi ékítménnyel).
A szétszórt olasz hadseregek maradéka visszamenekült Lombardiaterületére. Veneto tartomány (egyelőre)  megmenekült az elözönléstől. Cialdini tábornok, aki seregtestével Romagna felől nyomult be Venetóba, a vereség hírét hallva azonnal visszavonult dél felé, csapatai nem is vettek részt a harcban. Albert főherceg nagy taktikai győzelmet aratott. Ennek elismeréseképpen Ferenc József császár Albert főhercegnek a Habsburg–Lotaringiai-ház legnagyobb katonai kitüntetését, a Katonai Mária Terézia-rend (MMThO) nagykeresztjét adományozta. A déli frontot az osztrák haderő uralta, ez reményt adott az olaszok kikapcsolására a háborúból.

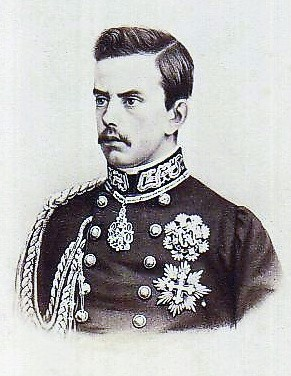
Umbertó trónörökös
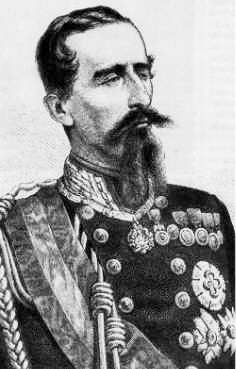
La Marmora tábornok
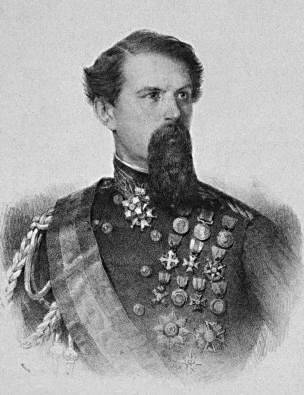
Cialdini tábornok
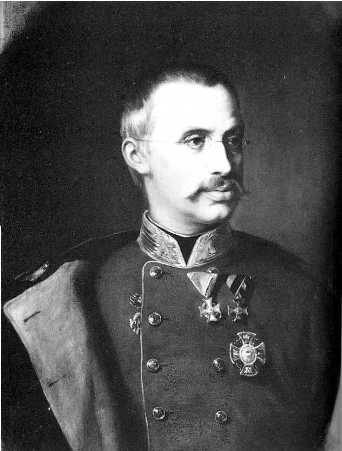
Albert (Abrecht) főherceg
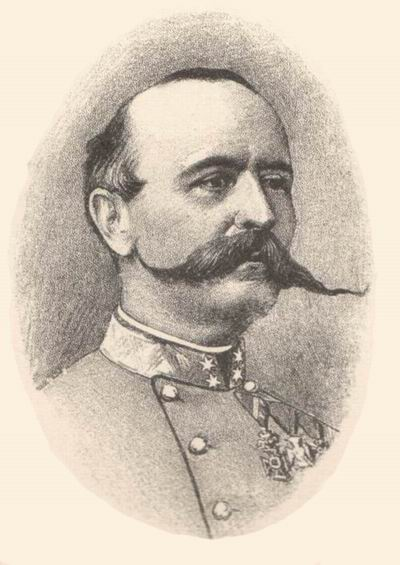
Rodakowski ezredes

Mai hadtörténészek értékelése szerint azonban Albert főherceg stratégiai hibát követett el, mert nem aknázta ki elsöprő győzelmét. Minden eszköz a kezében volt, hogy a délnyugati irányban menekülő ellenséget a Mincio folyón túl, lombardiai területen is üldözze. Viktor Emánuel ugyanis olyan biztos volt csapatainak győzelmében, hogy nem gondoskodott a Mincio hídjainak védelméről. Ha az osztrák haderő benyomult volna Lombardiába, teljesen megsemmisíthette volna Marmora visszavonuló seregének maradékait, bekeríthette volna II. Viktor Emánuel Dél-Tirolból visszaforduló hadseregét is, és megdönthette volna az egész Olasz Királyságot. Albert főherceg azonban attól tartott, ha benyomul Lombardiába, megsérti a III. Napóleon 1859-es győzelmének árnyékában kötött zürichi békeszerződést, ezzel kiválthatja a francia császári haderő beavatkozását. Ezért Albert főherceg visszavonta hadseregét az Erődnégyszögbe annak ellenére, hogy tanácsadói, sőt maga Ferenc József császár is azt javasolta neki, semmilyen politikai aggály ne befolyásolja döntéseit.

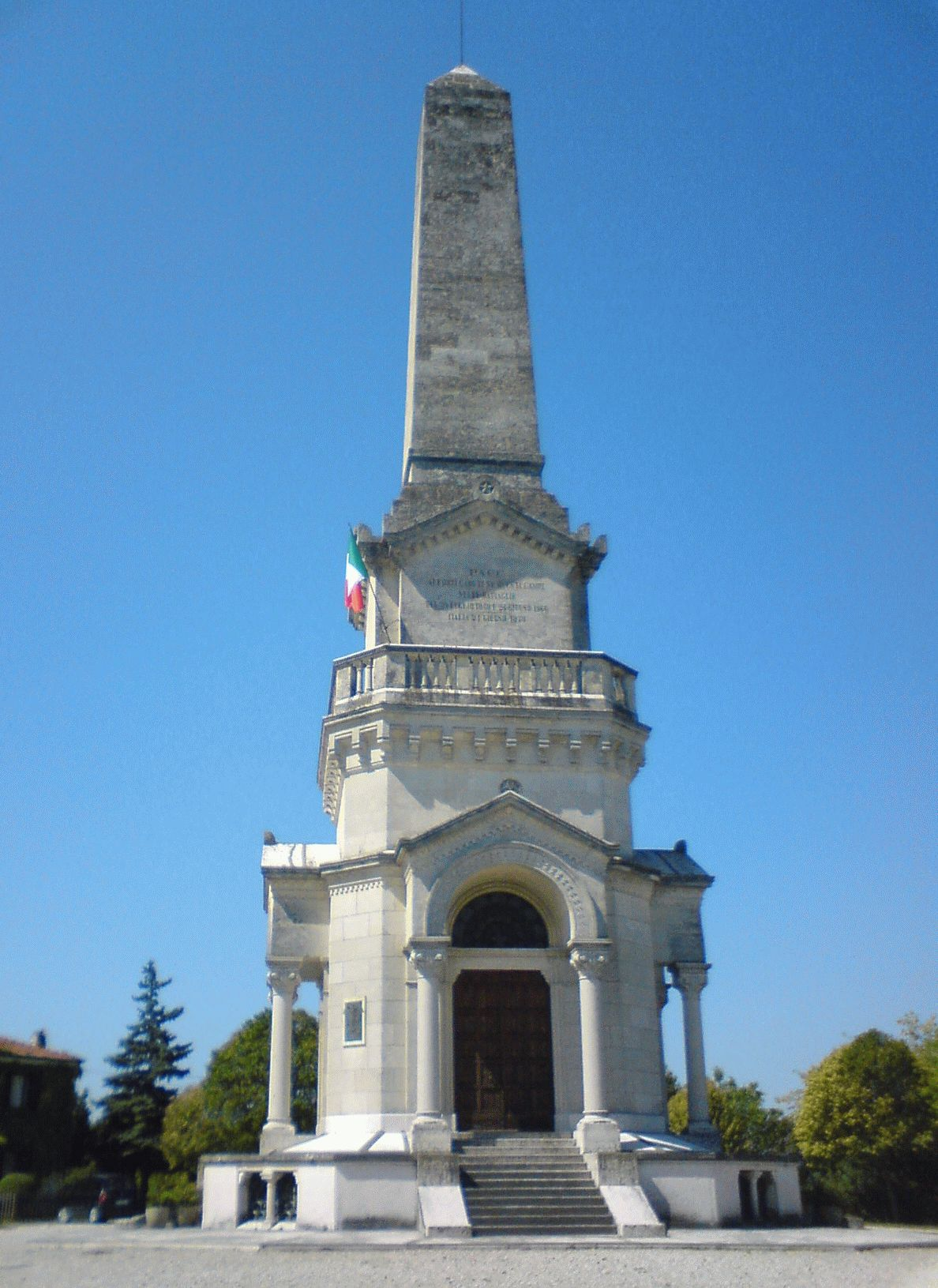
A két csata halottainak emlékoszlopa Custozában.

## Következmények
A déli fronton aratott jelentős osztrák győzelem azonban hiábavalónak bizonyult: Olaszország szövetségese, a porosz haderő Moltke tábornagy parancsnoksága alatt 1866. július 3-án az északi fronton döntő vereséget mért a rosszul vezetett osztrák császári haderőre a königgrätzi csatában. Albert főherceg azonnal Bécs védelmére indította csapatait.
Hiábavalónak bizonyult Tegetthoff admirális július 20-án Lissánál aratott győzelme is az olasz flotta fölött. Az augusztus 23-án aláírt prágai békeszerződésben Poroszország rákényszerítette Ausztriát, hogy engedje át az olaszoknak a poroszok által a katonai szövetség fejében nekik ígért Veneto tartományt.
Október 3-án Ausztria és Olaszország között is megszületett a bécsi békeszerződés, amelynek értemében II. Viktor Emánuel megkapta Venetót. Az Erődnégyszög (Quadrilatero) átadása körül viták keletkeztek, mert az átadandó területeket ugyan elözönlötték az olaszok, de az erődlánc továbbra is szilárdan az osztrákok kezén volt. Veronában és Chioggiában utcai harcok kezdődtek az olasz fegyveresek és az osztrák katonaság között. III. Napóleon közvetítésére végül népszavazásra került sor, az olasz lakosság elsöprő többsége (előre látható módon) az erődlánc átadására szavazott, ezután a császári haderő kiürítette a Quadrilatero létesítményeit. Az osztrák kormány átadta Viktor Emánuelnek Lombardia áhított vaskoronáját, amelyet 1859-ben Bécsbe menekítettek.
Az olaszok által szintén követelt Dél-Tirolt és Isztriát azonban Ausztria továbbra is megtarthatta, emiatt sok olasz kudarcnak érezte a háborút. A zsákmányt keveslő Olaszországban tovább erősödött az irredentizmus. Az áhított tartományok megszerzése érdekében Olaszország 1915-ben az antant oldalán lépett hadba. Az Osztrák–Magyar Monarchia 1918-as háborús veresége és széthullása nyomán Olaszország bekebelezhette ezeket is.

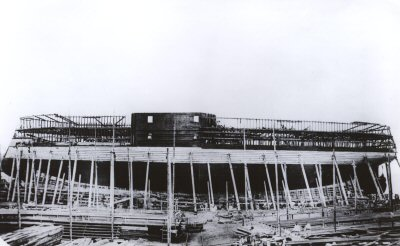
Az SMS Custozza a sólyán (1870).

## A csata emlékezete
- A két custozzai győzelem (1848, 1866) emlékére kapta nevét a Császári és Királyi Haditengerészet SMS Custozza hadihajója (épült 1870-ben).
- A csatatéren elesettek emlékműve, a custozzai osszárium.